# Saison 2 de Being Human : La Confrérie de l'étrange
Chronologie
Saison 1 Saison 3
Cet article présente les huit épisodes de la deuxième saison de la série télévisée britannique Being Human : La Confrérie de l'étrange (Being Human).

## Synopsis
L'histoire suit trois colocataires dans la trentaine qui tentent de vivre une vie normale bien qu'ils aient chacun quelque chose de particulier : il y a George qui est un loup-garou, Mitchell un vampire et Annie un fantôme.

## Distribution

### Acteurs principaux
- Lenora Crichlow (VF : Agnès Manoury) : Anna « Annie » Clare Sawyer
- Russell Tovey (VF : Jean-Marco Montalto) : George Sands
- Aidan Turner (VF : Frédéric Popovic) : John Mitchell

### Acteurs récurrents
- Sinead Keenan (VF : Isabelle Volpe) : Nina Pickering
- Paul Rhys (VF : Jérôme Keen) : Ivan, vampire âgé de 237 ans
- Amy Manson : Daisy, vampire âgée d'environ 85 ans
- Alex Lanipekun (en) : Saul
- Nathan Wright (en) (VF : Fabien Briche) : Hugh, patron du pub où travaille Annie
- Bryan Dick (en) : Sykes
- Mark Fleischmann (en) : Lloyd Pinky, technicien de l'organisation qui effectue des expériences sur les personnes « inhumaines »
- Donald Sumpter : Kemp
- Lyndsey Marshal (VF : Marie Gamory) : le professeur Lucy Jaggat
- Simon Paisley Day (en) : Alan Cortez
- Adrian Schiller (VF : Fabien Jacquelin) : Hennessey, possède un don psychique pouvant détecter les personnes ayant des capacités surnaturelles
- Lucy Gaskell : Sam

## Liste des épisodes

### Épisode 1:La malédiction continue
- Royaume-Uni : 10 janvier 2010 sur BBC Three
- France : 4 décembre 2010 sur Orange Cinénovo[1]
- Québec : 7 février 2011 sur Ztélé[2]

- Royaume-Uni : 1,61 million de téléspectateurs (première diffusion)

- Lyndsey Marshal (Professeur Lucy Jaggat)
- Donald Sumpter (Kemp)
- Amy Manson (Daisy)
- Paul Rhys (Ivan)
- Nathan Wright (Hugh)

### Épisode 2:Disparitions mystérieuses
- Royaume-Uni : 17 janvier 2010 sur BBC Three
- France : 4 décembre 2010 sur Orange Cinénovo[1]
- Québec : 14 février 2011 sur Ztélé[3]

- Royaume-Uni : 1,28 million de téléspectateurs (première diffusion)

### Épisode 3:Nouveau Roi des vampires
- Royaume-Uni : 24 janvier 2010 sur BBC Three
- France : 11 décembre 2010 sur Orange Cinénovo[1]
- Québec : 21 février 2011 sur Ztélé[4]

- Royaume-Uni : 1,21 million de téléspectateurs (première diffusion)

### Épisode 4:Chassez le surnaturel…
- Royaume-Uni : 31 janvier 2010 sur BBC Three
- France : 11 décembre 2010 sur Orange Cinénovo[1]
- Québec : 28 février 2011 sur Ztélé[5]

- Royaume-Uni : 1,11 million de téléspectateurs (première diffusion)

### Épisode 5:L’Éxécuteur
- Royaume-Uni : 7 février 2010 sur BBC Three
- France : 18 décembre 2010 sur Orange Cinénovo[1]
- Québec : 7 mars 2011 sur Ztélé[6]

- Royaume-Uni : 1,23 million de téléspectateurs (première diffusion)

### Épisode 6:Esprit es-tu là?
- Royaume-Uni : 14 février 2010 sur BBC Three
- France : 18 décembre 2010 sur Orange Cinénovo[1]
- Québec : 14 mars 2011 sur Ztélé[7]

- Royaume-Uni : 902 000 téléspectateurs (première diffusion)

### Épisode 7:Le Remède du mal
- Royaume-Uni : 21 février 2010 sur BBC Three
- France : 25 décembre 2010 sur Orange Cinénovo[1]
- Québec : 21 mars 2011 sur Ztélé[8]

- Royaume-Uni : 1,09 million de téléspectateurs (première diffusion)

### Épisode 8:Les portes se referment
- Royaume-Uni : 28 février 2010 sur BBC Three
- France : 25 décembre 2010 sur Orange Cinénovo[1]
- Québec : 28 mars 2011 sur Ztélé[9]

- Royaume-Uni : 1,23 million de téléspectateurs (première diffusion)